# 바람과 구름과 비 (소설)
바람과 구름과 비는 이병주가 지은 소설이다. 1977년 2월 12일부터 1980년 12월 31일까지 조선일보에 연재하였으며, 단행본은 10권으로 엮어졌다. 이 소설은 시대적 배경으로 조선시대 후기부터 대한제국까지 역술가인 최천중과 의병장 허위에 관한 이야기를 담는다.

## 드라마화
- KBS 《바람과 구름과 비》 (1989년)
- TV조선 《바람과 구름과 비》 (2020년)